# PCP (복잡도)
PCP는 확률적으로 검사할 수 있는 증명(probabilistically checkable proof)을 할 수 있는 판정 문제들의 복잡도 종류이다.

## 정의
복잡도 이론에서 PCP 체계는 대화형 증명 체계로 볼 수 있다. 여기에서 증명자(prover)는 무기억 신탁(memoryless oracle, 주로 문자열)이고 검증자(verifier)는 다항 시간 확률적 알고리즘이다. 언어에 속하는 입력('예'인 보기)에 대해서는 검증자가 확실성(certainty)을 갖고 받아들이는 신탁(즉, 증명)이 있다. '아니오'인 보기에 대해서는 신탁이 무엇이든 검증자가 적어도 1/2 확률로 거부한다. (이 설명을 co-RP 쪽과 비교해 보라.)
PCP란 NP를 강화한 것이라고 보는 관점도 있다. NP에 들어 있는 언어는 증명을 검증하는 데 걸리는 시간이 적어도 증명 자체만큼 길다. PCP에 들어 있는 문제들은 꼭 그럴 필요는 없다. 다시 말해서, PCP문제에 대한 증명은 NP문제에 대한 것보다 훨씬 길 수도 있다.
앞에서 살펴본 바와 같이, 검증자가 만들 수 있는 신탁 질의의 수에는 제한을 두지 않는다. PCP 체계의 능력에 영향을 줄 수 있는 다른 요소는 검증자가 만들 수 있는 난수 개수이다. 임의성을 높게 할수록 검증자가 증명을 확인하기 위해 해 볼 수 있는 것도 다양해진다. 따라서 PCP는 단순히 복잡도 종류 중 하나를 넘어, 다른 복잡도 종류를 분류하는 데에도 쓰인다.(이 개념을 메타-종류라는 용어로 나타낼 수 있다.) PCP는 함수 두 개로 복잡도 종류를 분류한다.

PCP(r(·), q(·))는 입력 크기가 n일 때, 
검증자가 난수를 r(n)번 만들 수 있고, 신탁 질의를 q(n)번 할 수 있는, 확률적으로 검사할 수 있는 증명이 있는 언어의 집합이다.

## 예
PCP 알고리즘은 대부분 정확하게 설명하기 어렵지만, 3-CNF-SAT을 푸는 알고리즘에 대한 간단한 발상이 있다. 3-CNF-SAT은 충족 가능성 문제 중 논리곱 정규형에서 각 절에 리터럴이 세 개씩 있는 경우이다.
변수 m개와 절 n개로 된 식 F가 있다고 하자. 증명자한테 변수 m개 모두를 만족하는 값을 할당해 보라고 한다. 모든 m을 살펴 보는 대신 임의의 O(log n) 비트를 써서 절을 임의로 뽑는다. 그러고 나서 이 절이 쓰는 변수를 살펴 보고, 그 값을 신탁 질의 세 개만으로 알아낸다. 알아낸 값을 넣었을 때 절이 만족되면 검증자가 그 절을 선택한 것이므로, 1/n 확률로 할당이 만족되는 것을 믿을 수 있다. 알고리즘을 n번 반복하면 O(n log n) 난수 비트와 3n 신탁 질의만으로 상수 오차 한계를 얻을 수 있다. 이것을 NP-완전 문제로 보면 모든 NP 문제는 PCP(n log n, n)에 들어간다.

## 결과
간단하고도 특별한 예 (다항은 다항 양, log는 로그 양을 나타낸다.)
- PCP(0, 0) =P
- PCP(다항, 0) = co-RP
- PCP(0, 다항) = NP

주목할 만한 사실:
- PCP(다항, 다항) = NEXP
- NP = PCP(o(log), o(log))이면 NP = P
- NP = PCP(log, 다항)

복잡도 이론이 거둔 큰 성과로 PCP 정리가 있다.
NP = PCP(log, O(1)).
이것은 근사 알고리즘이 얼마나 어려운지를 증명할 때 쓸 만하다.